# جوستين رودريغوس
جوستين رودريغوس (17 سبتمبر 1993 في كندا - ) هي لاعبة كرة قدم كندية في مركز الدفاع. شاركت مع منتخب غيانا الوطني لكرة القدم للسيدات.

## وصلات خارجية
- جوستين رودريغوس على موقع Soccerway.com (الإنجليزية)